# José Medeiros Ferreira
José Manuel de Medeiros Ferreira (ur. 20 lutego 1942 w Ponta Delgada lub Funchal, zm. 18 marca 2014 w Lizbonie) – portugalski polityk, historyk i politolog, w latach 1976–1977 minister negocjacji międzynarodowych, wieloletni parlamentarzysta, od 1986 do 1989 eurodeputowany II kadencji.

## Życiorys
Pochodził z Azorów. Studiował historię na Uniwersytecie Lizbońskim. W latach 60. brał udział w protestach studenckich i opozycyjnych, przez co został relegowany z uczelni z zakazem studiowania w Portugalii i w 1968 wyemigrował do Szwajcarii. Ostatecznie studia na tym kierunku ukończył w 1972 na Uniwersytecie Genewskim, a w 1991 obronił doktorat z historii politycznej i instytucjonalnej na Universidade Nova de Lisboa. Od 1972 do 1974 wykładał na genewskiej uczelni, następnie związany z Universidade Nova de Lisboa, od 1999 na stanowisku profesorskim. Specjalizował się w historii współczesnej i stosunkach międzynarodowych, nauczał też na Uniwersytecie Azorów. Autor publikacji naukowych i innych książek, występował jako komentator telewizyjny.
Zaangażował się w działalność Partii Socjalistycznej. W 1975, 1976 i 1979 wybierano go do Zgromadzenia Konstytucyjnego i następnie Zgromadzenia Republiki kadencji IA i IB. Od września 1975 do lipca 1976 był sekretarzem stanu w resorcie spraw zagranicznych w rządzie Jose Batisty Pinheiro de Azevedo, następnie do listopada 1977 – ministrem negocjacji międzynarodowych w pierwszym rządzie Mario Soaresa, odszedł po konflikcie z premierem. W 1979 należał do rozłamowego ugrupowania prawicowego skrzydła PS Reformadores, rozwiązanego w 1985. W tymże roku przeszedł do Demokratycznej Partii Odnowy i powrócił do Zgromadzenia Republiki IV kadencji.
Od 1 stycznia 1986 do 13 września 1987 wykonywał mandat posła do Parlamentu Europejskiego w ramach delegacji krajowej. W 1987 uzyskał reelekcję w wyborach powszechnych jako jedyny przedstawiciel PRD, wkrótce jednak opuścił partię. Od stycznia 1986 do listopada 1987 był wiceprzewodniczącym Europejskiego Sojuszu Demokratycznego, potem należał do frakcji socjalistów. Później ponownie wstąpił do Partii Socjalistycznej, od 1995 do 2005 z jej ramienia powrócił do parlamentu (od VII do IX kadencji). Dodatkowo w latach 1996–2005 członek Zgromadzenia Parlamentarnego Rady Europy. W 2006 odszedł ze stanowisk kierowniczych w Partii Socjalistycznej.

## Życie prywatne
Od 1973 był żonaty z Marią Emílią Brederode Santos, córką polityka Nuno Rodriguesa dos Santos, z którą miał syna. W 1980 uczestniczył w spotkaniu Grupy Bilderberg.

## Odznaczenia
Odznaczony Krzyżem Wielkim Orderu Infanta Henryka (1981) i Krzyżem Wielkim Orderu Wolności (1989).